# 브뤼노 마르티니
브뤼노 뤼도비크 장 로제 마르티니(프랑스어: Bruno Ludovic Jean Roger Martini; 1962년 1월 25일, 부르고뉴 지방 샤위 ~ 2020년 10월 20일, 옥시타니 지방 몽펠리에)는 프랑스의 전 프로 축구 선수로, 현역 시절 골키퍼로 활약했다.
그는 현역 시절에 오세르에서 주로 활약했는데, 그는 이 구단에 13년을 몸담았다. 9년 동안 프랑스 국가대표팀 경기에 30번 넘게 출전한 그는 2차례 자국을 대표로 유럽 선수권 대회에 출전했다.

## 클럽 경력
느베르의 샤위 출신인 마르티니는 오세르에서 프로 신고식을 치렀다. 낭시에 임대되었던 그는 파리 생-제르맹으로 떠난 조엘 바츠의 공백을 메워 322번의 디비시옹 1 경기에 출전했고, 1992-93 시즌에는 UEFA컵 준결승행에 일조했다.
마르티니는 1995-96 시즌을 앞두고 구단을 떠났는데, 떠난 시즌에 오세르의 2관왕 위업은 리오넬 샤르보니에가 달성했다. 그는 1999년에 37세의 나이로 몽펠리에에서 4년을 활약하고 은퇴했고, 이후 2015년에 골키퍼 코치로 몽펠리에에 복귀했다.

## 국가대표팀 경력
마르티니는 프랑스 국가대표팀 경기에 31번 출전했고, 1992년과 1996년 유럽 선수권 대회에 출전했고, 이 중 전자의 대회는 선발로 출전했다. 은퇴 직후, 그는 "파란 군단"(Les Bleus)의 골키퍼 코치로 국가대표팀에 복귀했다.
그리스와의 1988년 U-21 유럽 선수권 대회 결승전에서, 마르티니는 "레키프"(L'Équipe)지로부터 10점 만점의 10점 활약을 펼쳤다고 평가받았고, 그는 이 평점을 받은 최초의 선수였다.

## 최후
마르티니는 2020년 10월 20일, 향년 58세에 몽펠리에에서 심근 경색으로 영면에 들었다.

## 수상
프랑스 U-21
- U-21 유럽 선수권 대회: 1988